# Die schönsten Bahnstrecken Deutschlands

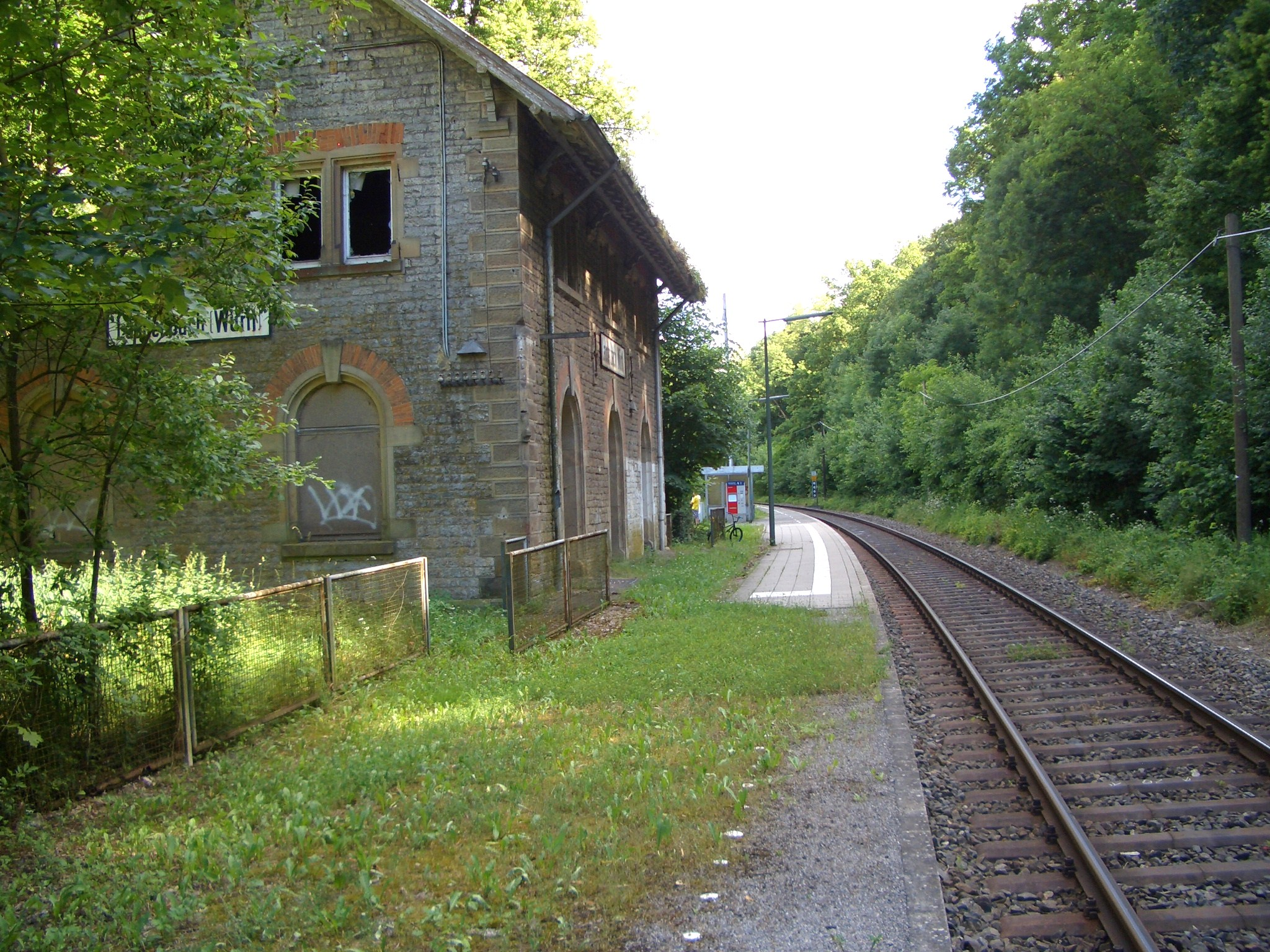

Die schönsten Bahnstrecken Deutschlands war eine regelmäßige Fernsehsendung, die im Nachtprogramm des Ersten Deutschen Fernsehens (ARD) ausgestrahlt wurde.
Die Sendung wurde nicht moderiert, dauerte meist maximal eine halbe Stunde und bestand lediglich aus einer Führerstandsmitfahrt auf Bahnstrecken in ganz Deutschland. Mitunter wurden unter dem Titel Die schönsten Bahnstrecken Europas oder Die schönsten Bahnstrecken der Welt auch Eisenbahnstrecken in anderen Ländern gezeigt. Zu Beginn der Sendung wurde eine Graphik mit dem Streckenverlauf eingeblendet und in der Regel eine kurze Außenaufnahme vom Startbahnhof und/oder der Zuglok gezeigt. Anschließend sah man die abgefahrene Bahnstrecke aus Sicht des Lokführers. Der Blick ging dabei immer nur unmittelbar auf die befahrene Strecke; ein denkbarer „Schwenk“ auf ein neben dem Gleis befindliches Objekt/Landschaft (z. B. Kölner Dom oder Rheintal) erfolgte nicht. Längere Tunneldurchfahrten wurden meist gekürzt, worauf eine entsprechende Einblendung hinwies.
Die Sendung wurde am 3. September 1995 erstmals gesendet und zum 28. Oktober 2013 eingestellt; die Nachfolge sind seitdem bei Bedarf die als klassische Nachtschleife angelegten „Deutschlandbilder“.  Sie wurde in der Regel zwischen 3.30 und 5.30 Uhr in der Nacht ausgestrahlt. Bei der Sendung handelte es sich um ein Füllprogramm, um unterschiedliche Längen von ausgestrahlten Spielfilmen oder eventuelle Programmänderungen auszugleichen. Dadurch wurde erreicht, dass das Programm des folgenden Tages immer zur vorgesehenen Zeit beginnen konnte. Zum Zeitpunkt des Beginns der nächsten Sendung wurde die Bahnstrecken-Sendung bei Bedarf kommentarlos und abrupt abgebrochen.
Die Sendung war in der Verantwortung des RBB produziert worden und wurde auf Beschluss der Fernsehprogrammkonferenz vom 9./10. September 2013 eingestellt. Im Jahr 2013 schauten durchschnittlich 80.000 Menschen das Programm an.